# Taran Armstrong
Taran Armstrong (Burnie, Tasmania; 15 de enero de 2002) es un baloncestista australiano que pertenece a la plantilla de los Golden State Warriors de la NBA, con un contrato dual que le permite jugar además en su filial de la G League, los Santa Cruz Warriors. Con 1,96 metros de estatura, juega en la posición de base.

## Trayectoria deportiva

### Universidad
Tras jugar siete partidos en 2021 con el North-West Tasmania Thunder en la NBL1 South, una liga semiprofesional de su país, jugó dos temporadas con los Lancers de la Universidad Baptista de California, en las que promedió 10,9 puntos, 5,8 asistencias y 4,6 rebotes por partido. En su primera temporada fue el mejor pasador de la Western Athletic Conference y el quinto mejor de la División I de la NCAA (el mejor freshman) con 6,3 asistencias por partido, y fue elegido rookie del año de la conferencia, el primero en toda la historia de los Lancers. En su segunda temporada fue incluido en el segundo mejor quinteto de la WAC.
En abril de 2023 ingresó inicialmente en el portal de transferencias de la NCAA, pero posteriormente decidió renunciar al resto de su elegibilidad universitaria para comenzar su carrera profesional en Australia.

### Profesional
El 17 de mayo de 2023 firmó un contrato de dos años con los Cairns Taipans de la NBL australiana. Una lesión en el pie retrasó su inicio en la temporada 2023-24. Jugó en 23 partidos y promedió 7,7 puntos, 4 rebotes y 2,7 asistencias en 21 minutos por encuentro.
Al año siguiente fue incluido automáticamente en el draft de la NBA de 2024, aunque finalmente regresó a los Tairpans, con los que el 6 de febrero de 2025 consiguió 28 puntos, 10 rebotes y 10 asistencias en una victoria por 100-88 sobre los Brisbane Bullets, logrando el primer triple-doble de su carrera y el primero de la liga desde 2023.
El 24 de febrero de 2025 firmó un contrato dual con los Golden State Warriors, convirtiéndose en el primer tasmano en firmar con una franquicia de la NBA.